# Alex Riche
Alex Riche (chinesisch 沈·佳磊, Pinyin Shēn Jiā lěi; * 28. Juli 1996 in Oakville, Ontario) ist ein kanadischer Eishockeyspieler mit chinesischer Staatsbürgerschaft, der seit Mai 2019 bei Kunlun Red Star aus der Kontinentalen Hockey-Liga (KHL) unter Vertrag steht und dort auf der Position des Centers spielt.

## Karriere
Riche verbrachte seine Juniorenzeit zwischen 2013 und 2015 in der unterklassigen Juniorenliga Ontario Junior Hockey League (OJHL), wo er in diesem Zeitraum annähernd 120 Partien für die Oakville Blades, Milton Icehawks und Cobourg Cougars absolvierte. Anschließend zog es den Kanadier im Sommer 2015 in die Vereinigten Staaten, wo er ein Studium an der renommierten Princeton University begann. Parallel spielte Riche in den folgenden vier Jahren für die Eishockeymannschaft der Universität in der ECAC Hockey, einer Division im Spielbetrieb der National Collegiate Athletic Association (NCAA). In diesem Zeitraum gewann er mit dem Team im Jahr 2018 die Divisionsmeisterschaft in Form des Whitelaw Cups.
Nach dem Abschluss seines Studiums im Frühjahr 2019 wurde Riche vom chinesischen Klub Kunlun Red Star aus der Kontinentalen Hockey-Liga (KHL) unter Vertrag genommen, absolvierte in der Saison 2019/20 aber weder ein Spiel für die Mannschaft selbst noch für das Farmteam KRS-BSU Peking in der Wysschaja Hockey-Liga. Erst in der Spielzeit 2020/21 debütierte der Mittelstürmer für KRS in der KHL. In den Sommern 2021 bis 2023 wurde der Vertrag des Kanadiers vor dem Hintergrund der COVID-19-Pandemie jeweils um ein Jahr verlängert.

### International
Im April 2022 lief Riche unter dem Namen Shen Jialei für die chinesische Nationalmannschaft bei der Weltmeisterschaft der Division IIA 2022 auf. Dort schaffte die chinesische Mannschaft, die mit zahlreichen eingebürgerten Nordamerikanern verstärkt war, souverän den Aufstieg in die Division IB. Er selbst steuerte zum Aufstieg in den vier Turnierspielen drei Tore bei. In der Folge stand der Stürmer im Aufgebot bei der Weltmeisterschaft der Division IB 2023.

## Erfolge und Auszeichnungen
- 2014 OJHL First All-Prospect Team
- 2018 Whitelaw-Cup-Gewinn mit der Princeton University

### International
- 2022 Aufstieg in die Division IB bei der Weltmeisterschaft der Division IIA

## Karrierestatistik
Stand: Ende der Saison 2023/24

### International
Vertrat die Volksrepublik China bei:
- Weltmeisterschaft der Division IIA 2022
- Weltmeisterschaft der Division IB 2023

(Legende zur Spielerstatistik: Sp oder GP = absolvierte Spiele; T oder G = erzielte Tore; V oder A = erzielte Assists; Pkt oder Pts = erzielte Scorerpunkte; SM oder PIM = erhaltene Strafminuten; +/− = Plus/Minus-Bilanz; PP = erzielte Überzahltore; SH = erzielte Unterzahltore; GW = erzielte Siegtore; 1 Play-downs/Relegation; Kursiv: Statistik nicht vollständig)